# Psilocera rufipes
Psilocera rufipes är en stekelart som först beskrevs av William Harris Ashmead 1896.  Psilocera rufipes ingår i släktet Psilocera och familjen puppglanssteklar. Inga underarter finns listade i Catalogue of Life.